# Rhyacophila thyridata
Rhyacophila thyridata là một loài Trichoptera trong họ Rhyacophilidae. Chúng phân bố ở miền Cổ bắc.